# Kardašova Řečice (hrad)
Kardašova Řečice (též tvrziště Babky) je zaniklý středověký hrad u města Kardašova Řečice v okrese Jindřichův Hradec. Nachází se asi jeden kilometr jižně od středu města v lokalitě Pod Hradem v nadmořské výšce asi 440 m. Z hradu se dochovaly zbytky zemního opevnění, které jsou od roku 1976 chráněny jako kulturní památka.

## Historie
Hrad je poprvé zmiňován až v roce 1570, kdy je uváděn jako pustá tvrz Babky. Založen byl pravděpodobně v první polovině  čtrnáctého století, kdy můžeme jeho existenci předpokládat na základě predikátu Ondřeje I. z Řečice. Zpustl v průběhu patnáctého století, snad během husitských válek. V polovině devatenáctého století byly zbytky hradu rozvezeny do okolí a hradiště samotné přeměněno v pole a později zalesněno.

## Stavební podoba

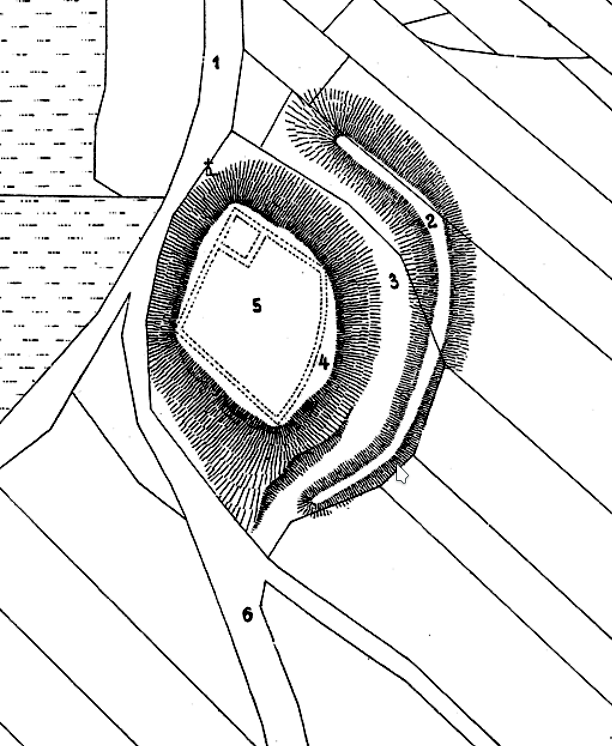
Půdorys hradu od Vojtěcha Krále publikovaný roku 1885

Pro oválné staveniště hradu byla zvolena z obranného hlediska nevýhodná poloha v rovinatém terénu. Na jihozápadní straně byl hrad chráněn později vysušeným rybníkem Zrádná. Na ostatních stranách byl hrad opevněn širokým příkopem, před kterým se nacházel ještě částečně dochovaný val. Podobu vnitřní zástavby neznáme, ale podle starých popisů v severní části stála čtverhranná věž.

## Přístup
Zbytky hradu jsou volně přístupné po cestě z Kardašovy Řečice k Obecnímu novému rybníku, která prochází v jejich těsné blízkosti.